# Katerina Tannenbaum
Katerina Tannenbaum (* 1993 in Portland, Oregon) ist eine US-amerikanische Schauspielerin und Model.

## Leben und Karriere
Katerina Tannenbaum stammt aus Portland, im US-Bundesstaat, Oregon. Ab ihrem vierten Lebensjahr stand sie am dortigen Community-Theater auf der Bühne. Bereits im Alter von sieben teilte sie ihren Eltern mit, dass sie gedenkt, nach New York zu ziehen, um dort als Schauspielerin zu arbeiten. Mit 18 zog sie dann tatsächlich an die Ostküste. Dort besuchte sie das Stella Adler Conservatory und erhielt neben der Schauspiel- auch eine professionelle Tanzausbildung. Dennoch verließ sie die Schauspielschule eher als geplant und nahm in der Folge an Rollencastings teil und arbeitete als Model. In letzterer Tätigkeit arbeitete sie unter anderem für die Marken L’Oréal, Gap und Adidas.
Ihre erste Rolle vor der Kamera übernahm sie 2015 bei einem Auftritt in dem Kurzfilm Aura. 2018 spielte sie eine kleine Rolle als Leila in der Serie The Bold Type – Der Weg nach oben und übernahm zudem als Becky eine wiederkehrende Rolle in der Serie Sweetbitter. Ebenfalls seit 2018 wirkt sie als Amber in einer kleinen Nebenrolle als Freundin des von Michael Mando dargestellten Nacho Varga in der Serie Better Call Saul mit. 2020 war sie als Brianna Douglas in der Rolle der Mutter der titelgebenden Hauptfigur in der Netflix-Produktion AJ and the Queen in einer der Hauptrollen zu sehen. Anschließend folgte als Ash eine Nebenrolle in der kurzlebigen Comedy-Serie Betty.

## Filmografie (Auswahl)
- 2015: Aura (Kurzfilm)
- 2018: Poor Cherries (Kurzfilm)
- 2018: The Bold Type – Der Weg nach oben (The Bold Type, Fernsehserie, 3 Episoden)
- 2018–2019: Sweetbitter (Fernsehserie, 7 Episoden)
- 2018–2022: Better Call Saul (Fernsehserie, 5 Episoden)
- 2019: Entangled
- 2020: AJ and the Queen (Fernsehserie, 10 Episoden)
- 2020–2021: Betty (Fernsehserie, 11 Episoden)
- 2021: 40-Love
- 2021: Gossip Girl (Fernsehserie, Episode 1x09)
- 2022–2023: And Just Like That … (Fernsehserie, 6 Episoden)
- 2025: Mooch